# Донич Іван Костянтинович
Іва́н Костянти́нович Д́онич (нар. 20 січня 1952; Садова, Вінницька область) — український письменник, художник-живописець і графік, музикант, поет, прозаїк, гуморист. Член Національної спілки письменників України (з 2003 року), Член національної спілки художників України.

## Життєпис
Закінчив Тульчинське музичне училище, відділ керівників духових оркестрів (1971) в Вінницькій області та художній факультет Південноукраїнського національного педагогічного університету імені К. Д. Ушинського (1977) в Одесі.
Керував духовими оркестрами, хорами, ансамблями у селі Порик Вінницької області (1971—1976) та в селі Дослідницьке Київської області (1976—1998).
Іван учасник республіканських, міжнародних мистецьких виставок від 1983 року. Автор пейзажів, натюрмортів, ілюстрацій до книжок. Роботи зберігаються у Національному музеї Тараса Шевченка (Київ).

## Творча спадщина
Автор пейзажів, натюрмортів, ілюстрацій до книжок. В його доробку — 10 поетичних і прозових книжок.
Основні мистецькі твори:
- живопис — «Весняний день» (1982);
- «Напровесні» (1987);
- «Осінь. Лавра» (1992);
- серії робіт: «Словацькі пейзажі» (1997);
- «Шевченківський край» (1998);
- «Осінь. Олександрія» (1998);
- «Седнівські мотиви» (2002);
- «Мальовничими стежками України» (2004)[1].

### Автор книг
- «Дверцята до раю» (2000);
- «Поцілунок Мадонни» (2001);
- «Мушу боротися» (2003);
- «Я малюю тобі музику» (2006);
- «Дихаєте тут…» (2008);
- «Голуб, який не злетів у небо» (2009);
- «Горохом по спині…» (2010);
- «Ой летіло помело» (2013);
- «Ні, ти щось показував!» (2015);
- «П'єса для чотирьох рук» (2017).

У творах Івана Донича висвітлене минуле й сучасне українського села, записує український фольклор.

## Хобі та інтереси
Іван Костянтинович грає на 32 музичних інструментах. Займається музикою з п'яти років. Влітку, в музеї народної архітектури і побуту України, біля с. Пирогів проводить майстер-класи з живопису, графіки, фольклору, гри на інструментах. Роботи зберігаються в багатьох приватних колекціях світу.

## Цитати
«- Поки їду на роботу, — розповідає Іван Костянтинович, — від „Лісової“ до Музею в Пирогові — тридцять портретів намалюю! А граю відколи себе пам'ятаю, народився ж бо в багатодітній (14 дітей!) родині військового капельмейстера. Вже з п'ятирічного віку грав у батьковому оркестрі, а шестикласником доводилося і керувати ним, підміняючи татка, і на сільських весіллях підробляти…».

## Відзнаки
- Лауреат літературно-мистецької премії імені Олександра Бойченка (1983);
- Лауреат літературної премії Остапа Вишні (2010);
- Дипломант Всеукраїнської програми «Золотий фонд нації».